# Zeedruif (ribkwal)
De zeedruif (Pleurobrachia pileus) is een ribkwal die vooral in noordelijke oceanen en zeeën voorkomt. De geldige wetenschappelijke naam van de soort werd in 1776 gepubliceerd door de Deen Otto Frederik Müller in zijn werk Zoologiae Danicae Prodromus, een studie van de fauna van Denemarken en Noorwegen.

## Kenmerken
Het dier wordt 2 tot 3 cm groot en heeft een bolvormige tot ovale vorm. De zeedruif spoelt het hele jaar door aan, maar vooral in de lente en de zomer. Zeedruiven hebben de karakteristieke acht verticale ribben waarop er zich kleine zwemplaatjes met trilhaartjes bevinden. Door deze ritmisch te bewegen beweegt de zeedruif zich voort. Het evenwichtsorgaan van de zeedruif zit bovenaan, en onderaan bevindt zich de mond.
Het lichaam is transparant, maar de keelholte en de tentakels kunnen een flauwe witte of geelachtig, tot zelfs roze of oranje tint hebben. De vorm van het lichaam doet denken aan een druif.
Als men een lichtbron dicht bij de zeedruif houdt, of door invloed van zonlicht, zijn rond de zeedruif de kleuren van een regenboog te zien. Diffractie zorgt hier echter voor de kleuren, terwijl de kleuren van een regenboog ontstaan doordat de brekingsindex van water verschilt voor elke kleur.

## Verspreiding
De zeedruif komt voor in het hele Noord-Atlantische gebied, de Middellandse Zee en de Oostzee.  Door hun hoge tolerantie voor het zoutgehalte van water en op vlak van temperaturen heeft de zeedruif een vrij groot verspreidingsgebied. Hierdoor kunnen ze zelfs in arctische gebieden overleven. Ze komen vooral voor aan kuststreken in het noordelijke gebied van de Atlantische Oceaan, maar dit wordt ook stevig beïnvloed door zeestromingen. Ze leven er in ondiep water en dit is een reden waarom ze zo vaak aangetroffen worden op het strand.

## Voeding
Zeedruiven eten voornamelijk plankton, kleine visjes en zeediertjes, zoals garnalen, en zelfs eigen soortgenoten. Ze vangen hun prooi door middel van hun lange, vertakte tentakels. Deze kunnen tot 75 cm lang worden, kunnen worden ingetrokken en een plakkerige, maar niet giftige stof uitscheiden. Als een prooi aan een tentakel blijft hangen wordt deze naar de mondopening gebracht.
De zeedruif zelf heeft als grootste natuurlijke vijand de snotolf, ook wel lompvis geheten.

## Voortplanting
Deze ribkwal is hermafrodiet en produceert zowel zaad- als eicellen. De eicellen worden in het voorjaar in het water bevrucht.

## Lokale namen
- West-Vlaams:
  - Blankenbergs: Knopgalletje
  - Heists: Roldertje (zo geheten omdat ze in visnetten tussen de vissen "rollen")
  - Oostends: Teirlinkgalletje of gallebolle

## Synoniemen
- Callianira hexagona Slabber, 1778
- Callianira triploptera Lamarck, 1816
- Callianira slabberi De Haan, 1827
- Pleurobrachia rhododactyla A. Agassiz, 1865[2]